# Károly Fatér
Dans le nom hongrois Fatér Károly, le nom de famille précède le prénom, mais cet article utilise l’ordre habituel en français Károly Fatér, où le prénom précède le nom.
Károly Fatér, né le 9 avril 1940 à Nyírlak et mort le 19 septembre 2020 à Budapest, est un footballeur international hongrois. Il évoluait au poste de gardien de but.

## Biographie

### En club
Károly Fatér est gardien de but du Pénzügyőr SE (en) de 1959 à 1963,,.
En 1963, il est transféré au Csepel SC qu'il représente pendant douze saisons,,.
Après une dernière saison en 1974-1975 avec le Budafoki MTE, il raccroche les crampons,,.

### En équipe nationale
International hongrois, il reçoit une sélection en équipe de Hongrie en 1968,.
Il dispute le quart de finale aller des qualifications pour l'Euro 1968 le 4 mai 1968 contre l'Union soviétique (victoire 2-0).
Fatér fait partie de l'équipe de Hongrie médaillée d'or aux Jeux olympiques 1968. Il est le gardien titulaire lors de la compétition, disputant les six matchs de la compétition.

## Palmarès

### En sélection
Hongrie
- Jeux olympiques  (1) :
  -  Or : 1968.